# Seminara
Seminara är en kommun i provinsen Reggio di Calabria i den italienska regionen Kalabrien, ungefär 90 km sydväst om Catanzaro. Kommunen hade 2 714 invånare (2017).
Seminara gränsar till följande kommuner: Bagnara Calabra, Gioia Tauro, Melicuccà, Oppido Mamertina, Palmi, Rizziconi och San Procopio.